# Гірські Путновиці
Гірські Путновиці (пол. Putnowice Górne) — село в Польщі, у гміні Ухані Грубешівського повіту Люблінського воєводства.
Населення — 78 осіб (2011).
У 1975—1998 роках село належало до Замойського воєводства.

## Демографія
Демографічна структура станом на 31 березня 2011 року:
|          | Загалом | Допрацездатний вік | Працездатний вік | Постпрацездатний вік |
| -------- | ------- | ------------------ | ---------------- | -------------------- |
| Чоловіки | 36      | 7                  | 25               | 4                    |
| Жінки    | 42      | 10                 | 20               | 12                   |
| Разом    | 78      | 17                 | 45               | 16                   |